# Mavis Pugh
Mavis Pugh (25 de junio de 1914 - 6 de diciembre de 2006) fue una actriz inglesa, conocida por sus numerosas actuaciones en diferentes sitcoms televisivas como Dad's Army, Are You Being Served? y Fawlty Towers. Su papel más conocido fue el de Lady Lavender Southwick en las cuatro temporadas de You Rang, M'Lord?. 

## Biografía
Su nombre completo era Mavis Gladys Fox Pugh, y nació en Croydon, Londres (Inglaterra), siendo su padre un solicitor londinense. Pugh ya demostró su talento de actriz cuando participaba en obras escolares del Downs College, en Folkestone, obteniendo una beca en la International School of Acting. Actriz de teatro de repertorio en Amersham, viajó en gira en 1939 con My Wife's Family, y en 1943 debutó en los Teatros del West End con Junior Miss. Además del teatro de repertorio, Pugh también hizo giras de music hall y actuó en clubs con Hugh Paddick, compitiendo ambos intérpretes con sus improvisaciones.
Actuaba en el Golders Green Hippodrome en 1956, cuando fue descubierta por Jimmy Perry, que la invitó a actuar con su compañía de repertorio en el Watford Palace Theatre, en Watford. Allí conoció a John Clegg, un actor conocido por su papel del pianista Gunner Graham en la sitcom de la BBC It Ain't Half Hot Mum, con el que se casó en 1959.
Pugh no empezó su carrera en la televisión hasta los 60 años de edad, con una actuación en 1974 en el episodio de Dad's Army "The Captain's Car". Dos años después participó en el episodio de It Ain't Half Hot Mum titulado "Ticket to Blighty", así como en la cuarta temporada de Are You Being Served?, en el episodio "Fifty Years On". En esa última serie trabajó en otros dos episodios, "Take-over" (1977) y "The Club" (1978). En 1979 fue Mrs Chase en una entrega de Fawlty Towers, "The Kipper and the Corpse". Además, Pugh tuvo pequeños papeles en dos producciones cinematográficas, The Class of Miss MacMichael (1978) y Brothers and Sisters (1980).
De nuevo en la televisión, Pugh participó en dos episodios de Hi-de-Hi! como Winifred Dempster, "God Bless Our Family" (1986) y "Wedding Bells" (1988). Entre 1987 y 1988 fue Mrs Barrable en cuatro episodios de la sitcom de Ronnie Corbett Sorry!. En 1989 también actuó para una entrega de Alas Smith and Jones, y al siguiente año en una de Boon. Sin embargo, su papel televisivo más destacado fue el de Lady Lavender Southwick en los 26 episodios de la serie You Rang, M'Lord?, emitidos entre 1988 y 1993.
Mavis Pugh falleció en Chichester, Inglaterra, en 2006, a los 92 años de edad, por causas naturales, sobreviviéndole su marido, John Clegg.

## Filmografía
- 1974 : Dad's Army (serie TV)
- 1975 : The Growing Pains Of PC Penrose (serie TV)
- 1976 : It Ain't Half Hot Mum (serie TV)
- 1976-1978 : Are You Being Served? (serie TV), 3 episodios
- 1978 : The Class of Miss MacMichael
- 1979 : Fawlty Towers (serie TV)
- 1979 : Spooner's Patch (serie TV)
- 1980 : Brothers and Sisters
- 1982 The Stanley Baxter Hour (telefilm)
- 1986-1988 : Hi-de-Hi! (serie TV), 2 episodios
- 1987-1988 : Sorry! (serie TV), 4 episodios
- 1988 : Life Without George (serie TV)
- 1988-1993 : You Rang, M'Lord? (serie TV), 26 episodios
- 1989 : Close to Home (serie TV)
- 1989 : Alas Smith and Jones (serie TV)
- 1990 : Boon (serie TV)

}}